# Elgin (Pensilvania)
Elgin es un borough ubicado en el condado de Erie en el estado estadounidense de Pensilvania. En el año 2000 tenía una población de 236 habitantes y una densidad poblacional de 58 personas por km².

## Geografía
Elgin se encuentra ubicado en las coordenadas 41°54′7″N 79°44′41″O / 41.90194, -79.74472

## Demografía
Según la Oficina del Censo en 2000 los ingresos medios por hogar en la localidad eran de $37,083 y los ingresos medios por familia eran $41,875. Los hombres tenían unos ingresos medios de $24,583 frente a los $17,361 para las mujeres. La renta per cápita para la localidad era de $15,611. Alrededor del 9.9% de la población estaba por debajo del umbral de pobreza.